# 斎藤孝雄
斎藤 孝雄（さいとう たかお、1929年3月5日 - 2014年12月6日）は、日本の映画カメラマン、撮影監督。

## 人物
- 京都府出身。
- 1945年に旧制巣鴨中学校卒業。
- 1946年に東宝に入社。撮影助手となる。

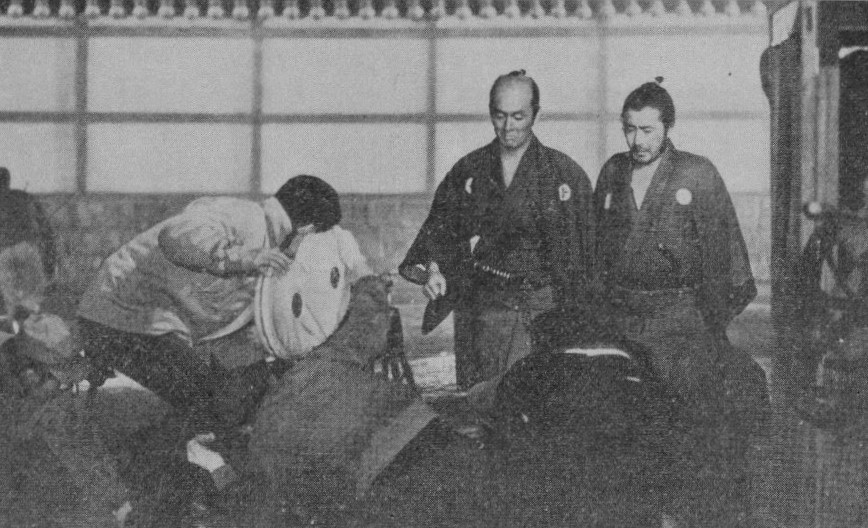
『椿三十郎』（1962年）の撮影現場

- 1955年から1961年までチーフを務める。
- 1962年に黒澤明監督の映画『椿三十郎』で撮影監督（セカンドカメラ）としてデビューした。
  - 黒澤作品には撮影助手として『素晴らしき日曜日』から参加している。Bキャメラ担当であった『用心棒』では「撮影」としてクレジットされたAキャメラ担当の宮川一夫の名前しか公式には出ていないが、使用されたフィルムは宮川よりも斎藤撮影分の方が多い。
- それ以後『まあだだよ』まで、黒澤作品（『デルス・ウザーラ』を除く）には欠かせない撮影監督の一人であった。
- 数多くの黒澤作品に出演していた俳優の三船敏郎が代表を務める三船プロダクションが手掛けた映画やテレビドラマの撮影を手がけることもあった。
- 2014年12月6日、慢性リンパ球性白血病により神奈川県座間市の病院にて死去した[1]。85歳没。

## 代表作
- 椿三十郎（1962年）
- ニッポン無責任時代（1962年）
- 天国と地獄（1963年）
- 赤ひげ（1965年）
- ゴー!ゴー!若大将（1967年）
- リオの若大将（1968年）
- どですかでん（1970年）
- 影武者（1980年）
- 乱（1985年）
- 優駿 ORACION（1988年）
- 夢（1990年）
- 八月の狂詩曲（1991年）
- まあだだよ（1993年）
- 虹の橋（1993年）

## 関連人物
- 村木与四郎
- 上田正治
- 中井朝一